# مسجد سوفري البلقية
مسجد سوفري البلقية يقع المسجد في كامبونج بيربندهان، علة بعد حوالي سبعة كيلومترات من مدينة بندر سري بكاوان عاصمة بروناي.

## البناء
بدأ بناء المسجد في عام 1994، واكتمل بناء مسجد سوفري البلقية في عام 1996، ووكان البناء على موقع أرض تبلغ مساحتها 3 فدان، وقد بلغت تكلفت بناء المسجد مبلغ كلي قدره 2،200،000.00 دولار أمريكي.

## استيعاب المسجد
تبلغ القدرة الاستيعابية لمسجد سوفري البلقية 2،000 مصلي في وقت واحد، ومن بين التسهيلات المتاحة في المسجد وجود مكتبة تحتوي على العديد من الكتب .

## وصلات خارجية
- موقع مسجد سوفري البلقية على الخريطة